# Station Żelistrzewo
Station Żelistrzewo is een spoorwegstation in de Poolse plaats Żelistrzewo.